# Linggar Jaya
Linggar Jaya is een bestuurslaag in het regentschap Lahat van de provincie Zuid-Sumatra, Indonesië. Linggar Jaya telt 1160 inwoners (volkstelling 2010).